# Saltrio
Saltrio (lombardul: Saltri) település Olaszországban, Varese megyében. Lakosainak száma 2965 fő (2023. január 1.). Saltrio Clivio, Viggiù és Mendrisio községekkel határos.

## Népesség
A település népességének változása:
| Lakosok száma | 3021 | 3069 | 2965 |
|               | 2017 | 2018 | 2023 |